# Richarda de Bavaria
Richarda de Bavaria (n. 1173, Kelheim – d. 7 decembrie 1231, Roermond) a fost o nobilă germană.

## Viața
Richarda a fost fiică a lui Otto I, primul duce de Bavaria din Casa de Wittelsbach, cu soția sa, Agnes de Loon.
În 1186, ea a fost căsătorită cu contele Otto I de Geldern. După ce soțul ei a murit în 1207, Richarda a devenit abatesă a lăcașului cistercian din Roermond, loc în care a și murit în 1231, fiind înmormântată în Biserica Fecioarei Noastre.

Împreună cu soțul ei Otto, Richarda a avut următorii copii
- Henric (d. 1198); logodit cu Aleida de Olanda în 1197, fiică a lui Dirk al VII-lea, conte de Olanda, dar decedat înainte ca ritualul căsătoriei să aibă loc.
- Gerard (1185–1229), succesor la conducerea comitatului de Geldern.
- Adelaida (d. 1218), căsătorită cu Willem I, conte de Olanda.[2]
- Otto (n. 1193–d. 1213), devenit episcop de Utrecht
- Irmgarda, căsătorită cu Adolf I, conte de Altena și de Mark, fiul contelui Frederic I de Berg-Altena cu Alverada.
- Margareta, căsătorită cu contele Lothar al III-lea de Hochstadt
- Mechtilda, căsătorită cu contele Henric al II-lea de Nassau.